# Óblast Occidental
El Óblast Occidental (en ruso: Западная область, Západnaya óblast) era un óblast (unidad administrativa de primer nivel) de la República Socialista Federativa Soviética de Rusia entre 1929 y 1937. Su capital era la ciudad de Smolensk. El óblast estaba localizado en el oeste de la Rusia europea, y su territorio está actualmente dividido entre los óblasts de Briansk, Kaluga, Pskov, Smolensk, y Tver.
Según el Censo de la Unión de 1937, la población del óblast era de 4,693,495 personas. Fue abolido el 27 de septiembre de 1937.

## Historia
El óblast fue establecido el 1 de octubre de 1929 por el Comité Ejecutivo Central Panruso. El territorio del óblast estaba formado por los territorios de las gubernias de Smolensk y Briansk, partes de Moscú, Kaluga, y Tver, así como del ókrug de Velíkiye Luki del óblast de Leningrado. El óblast estaba subdividido en ocho distritos administrativos (ókrugs).
Antes de la creación del óblast, se utilizó la antigua división del Imperio ruso (uyezds). El 1 de octubre de 1929, se estableció la división del óblast en distritos.
La autoridad más importante en el óblast era el primer secretario del Comité del Partido Comunista. Las personas siguientes fueron los primeros secretarios:
- Iván Petróvich Rumyántsev (1929-1937), ejecutado durante la Gran Purga;
- Demyán Serguéievich Korótchenko (1937).